# دوجلاس لويز سواريس
دوجلاس لويز سواريس دي باولو (بالبرتغالية: Douglas Luiz Soares de Paulo) (مواليد 9 مايو 1998 في ريو دي جانيرو، البرازيل - ) هو لاعب كرة قدم برازيلي، يلعب مع نادي يوفنتوس في الدوري الايطالي كلاعب وسط.

## وصلات خارجية
دوجلاس لويز سواريس على موقع الاتحاد الأوربي (الإنجليزية)
- دوجلاس لويز سواريس على موقع إي إس بي إن إف سي (الإنجليزية)
- دوجلاس لويز سواريس على موقع قاعدة بيانات كرة القدم.إي يو (الإنجليزية)
- دوجلاس لويز سواريس على موقع ناشيونال فوتبول تيمز (الإنجليزية)
- دوجلاس لويز سواريس على موقع Soccerbase.com (لاعب) (الإنجليزية)
- دوجلاس لويز سواريس على موقع Soccerway.com (الإنجليزية)
- دوجلاس لويز سواريس على موقع عالم كرة القدم.نت (الإنجليزية)
- دوجلاس لويز سواريس على موقع اللجنة الأولمبية الدولية (الإنجليزية)
- دوجلاس لويز سواريس على موقع أوليمبيديا (الإنجليزية)
- دوجلاس لويز سواريس على موقع اللجنة الأولمبية البرازيلية (البرتغالية)